# نادي غواينابو فلوميننس
نادي غوايانابو فلومينيس لكرة القدم (بالإنجليزية: Guaynabo Fluminense Futbol Club)‏ هو نادي كرة قدم من بورتو ريكو، ويلعب في دوري بورتو ريكو لكرة القدم. النادي منتسب إلى النادي الناجح البرازيلي فلومينينس. يشبه لباس النادي الموحد لباس النادي البرازيلي.

## التاريخ
أول لعبة لعبها النادي كانت مباراة تعادل 2-2 ضد نادي غيغانتس دي كارولاينا. كما تعادل النادي في ثاني مباراة لعبها 0-0.

## اللاعبون
ملاحظة: تشير الأعلام إلى المنتخب الوطني على النحو المحدد في قواعد الأهلية للفيفا. قد يحمل اللاعبون أكثر من جنسية واحدة غير تابعة للفيفا.
| الرقم | البلد            | المركز | اللاعب            |
| ----- | ---------------- | ------ | ----------------- |
| 1     | الولايات المتحدة | حارس   | وسلي غياتشت       |
| 2     | كولومبيا         | مدافع  | روبين رويلاس      |
| 3     | تشيلي            | مدافع  | غونزالو إرازابال  |
| 4     | هايتي            | مدافع  | أوليفر ليلو-جوزيف |
| 5     | البرازيل         | وسط    | ويليام تيليس بنتو |
| 6     | كولومبيا         | وسط    | دانييل غومز       |
| 7     | كوبا             | وسط    | إريك موراليس لاغو |
| 8     | بورتوريكو        | وسط    | خوزي غارشيا       |
| 9     | بورتوريكو        | مهاجم  | أنطونيو باتشكو    |

| الرقم | البلد     | المركز | اللاعب                    |
| ----- | --------- | ------ | ------------------------- |
| 10    | البرازيل  | وسط    | إديفالدو دا سيلفا         |
| 11    | بورتوريكو | وسط    | إدوارد كروز               |
| 12    | كولومبيا  | مهاجم  | جوناتان سانخيز            |
| 13    | البرازيل  | مدافع  | أدريانو فرانسيسكو دي مورا |
| 14    | بورتوريكو | مدافع  | روبرت هيرنانديز           |
| 15    | بورتوريكو | مهاجم  | كيت بافون مونتيس          |
| 16    | البرازيل  | وسط    | روبيرلان دي أراوجو        |
| 17    | بورتوريكو | وسط    | جوان سينوريلي بيفيلاقوا   |
| 18    | بورتوريكو | حارس   | غابرييل تانون سانتوس      |

المصدر :